# Gelnhausen
Gelnhausen è una città tedesca situata nel land dell'Assia.

## Storia
Gelnhausen fu prescelta da Federico Barbarossa quale sede di un palazzo imperiale, ultimato nel 1186 e presso il quale (nel novembre del medesimo anno) l'imperatore tenne una grande dieta imperiale.

## Amministrazione

### Gemellaggi
- Clamecy
- Marlengo